# Азери (волость)
А́зери (эст. Aseri vald) — бывшая волость в Эстонии на северо-западе уезда Ида-Вирумаа, на берегу Финского залива.
В ходе административной реформы местных самоуправлений Эстонии 2017 года была объединена с волостью Виру-Нигула и городом Кунда в новую волость Виру-Нигула.

## Описание
На севере граничит с Финским заливом, на востоке с волостью Люганузе и на юге с волостью Сонда, входит в состав волости Виру-Нигула уезда Ляэне-Вирумаа. Площадь волости — 67,1 км², из них 30 % покрыто лесами.
Волостной центр — посёлок Азери, находится на расстоянии 18 км от Пюсси, 30 км от Кохтла-Ярве, 39 км от Йыхви и 125 км от Таллина. В посёлке в 2012 году проживало 1 552 человек.
В состав волости входило 8 деревень. Число жителей по данным на 2012 год:
- деревня Коогу — 32,
- деревня Ранну — 159,
- деревня Кыртсиалузе — 38,
- деревня Азериару — 30,
- деревня Кыркюла — 40,
- деревня Калви — 51,
- деревня Кестла — 31,
- деревня Ору — 30 человек.